# Rubus floribundus
Rubus floribundus är en rosväxtart som beskrevs av Carl Sigismund Kunth. Rubus floribundus ingår i släktet rubusar, och familjen rosväxter. Utöver nominatformen finns också underarten R. f. nimbatus.